# Pulo Geto
Pulo Geto is een bestuurslaag in het regentschap Kepahiang van de provincie Bengkulu, Indonesië. Pulo Geto telt 1195 inwoners (volkstelling 2010).